# Tommy (film fra 1931)
 For alternative betydninger, se Tommy (flertydig). (Se også artikler, som begynder med Tommy)
Tommy (russisk: Томми) er en sovjetisk spillefilm fra 1931 af Jakov Protasanov.

## Medvirkende
- Aleksej Temerin
- A. Zjutajev
- Mikhail Kedrov
- Vasili Kovrigin
- Vasili Vanin